# Маслов (хутор)
Маслов — хутор в Тацинском районе Ростовской области.
Входит в состав Михайловского сельского поселения.
Население 630 человек.

## География

### Улицы
| - ул. Клубная, - ул. Мира, - ул. Молодёжная, - ул. Таганрогская, - ул. Школьная, - ул. Щорса, | - пер. Гвардейский, - пер. Луговой, - пер. Первомайский, - пер. Степной. |

## Население
| 2010 |
| ---- |
| 590  |